# Serup Strand
Serup Strand er et strandområde på Thyholm ca. 6 km sydøst fra byen Hvidbjerg. I nærheden ligger også sommerhusområdet Serup Strand.
Stranden har været brugt til bl.a. Sankthans og sommerlejr (i 2000 og 2007) for spejdergruppen Thøger Larsen Gruppe fra Lemvig.